# 우치다 아사히
우치다 아사히(朝陽内田 うちだ あさひ[*])는 일본의 배우이다.

## 작품

### 드라마
- 2009 사랑 노래 - 초승달 (2화)
- 2009 절대그이 - 완전무결 연인 로봇 - SP -
- 2008 히트 메이커 - 아쿠 유우 이야기 -
- 2008 곤조 - 전설의 형사 -
- 2007 좋아 좋아
- 2006 어느 사랑의 시
- 2006 천국의 나무
- 2005 24개의 눈동자
- 2005 운 없는 여자 마지막 생일
- 2005 27세의 여름방학
- 2005 홀리랜드
- 2005 부호형사
- 2004 히구치 이치요 이야기
- 2004 경시청 감식반 2004
- 2003 파트너 시즌 2
- 2003 블루 혹은 블루
- 2002 마이 리틀 쉐프
- 2002 퍼스트 러브
- 2002 롱 러브레터~표류교실~
- 2001 파이팅 걸
- 2001 꿀벌의 휴가
- 2001 카바치타레!

### 영화
- 2023 리볼버 릴리 - 미시마 역

## 수상
- 21세기 무비 스타 오디션 그랑프리 수상 (2000년 2월)